# Waltraud Ablinger-Ebner

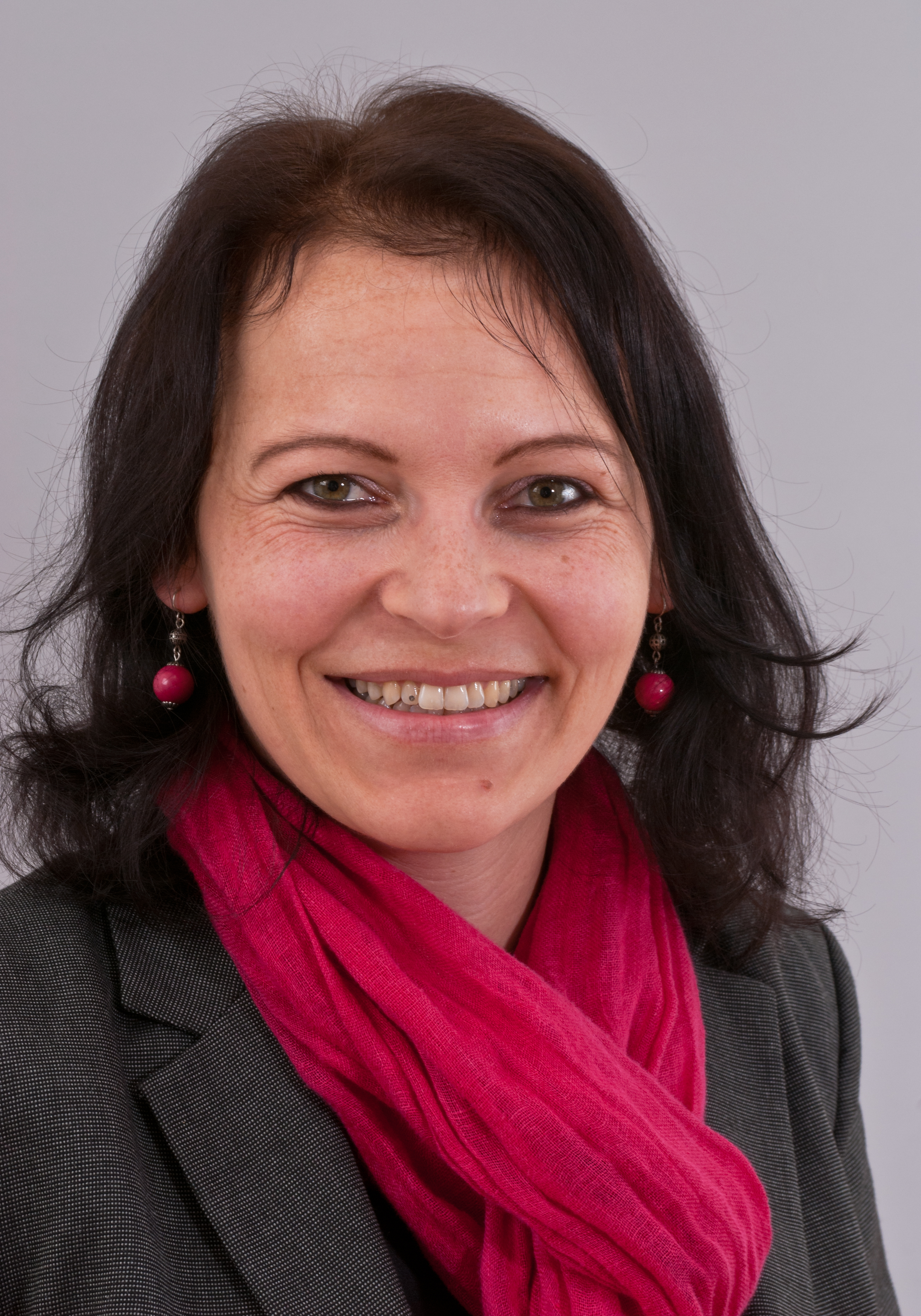
Waltraud Ebner (2012)

Waltraud Ablinger-Ebner (* 12. April 1980 in Faistenau als Waltraud Ebner) ist eine österreichische Politikerin (ÖVP) und als solche Gemeinderätin in der Faistenau. Von 2006 bis 2013 und von Jänner bis Juni 2018 war sie Abgeordnete zum Salzburger Landtag.

## Ausbildung und politische Funktionen
Waltraud Ebner besuchte die Volks- und Hauptschule in Faistenau und die land- und hauswirtschaftliche Fachschule Heffterhof (heute Klessheim). Nach dem Abschluss der Schulpflicht und der Fachschule absolvierte Ebner eine Lehre als Bürokauffrau am Amt der Salzburger Landesregierung. Sie legte anschließend die Dienstprüfung ab, außerdem maturierte sie am Abendgymnasium.
Politisch engagierte sich Ebner in der Jungen Volkspartei (JVP) und war ab 1996 Mitglied im Ortsgruppenvorstand Faistenau. Sie hatte in der JVP Faistenau zwei Jahre die Funktion als Obfrau inne und war einige Jahre Mädchenreferentin. Zudem wurde Ebner in der Folge in den Bezirksvorstand der JVP Flachgau und den Salzburger Landesvorstand der JVP gewählt. Seit 2004 ist Ebner Gemeindevertreterin in Faistenau.
Nach dem Rückzug von Johannes Miller aus dem Salzburger Landtag rückte Ebner am 18. Oktober 2006 als Abgeordnete nach und übernahm die Bereiche Jugend und Landesbedienstete als Sprecherin des ÖVP-Landtagsklubs. Sie gehörte dem Landtag bis 2013 an.
Am 31. Jänner 2018 wurde Waltraud Ablinger-Ebner nach dem Wechsel von Brigitta Pallauf als Landesrätin in die Landesregierung Haslauer jun. I erneut als Landtagsabgeordnete angelobt. Nach der Landtagswahl in Salzburg 2018 schied sie aus dem Landtag aus.